# 双SIM卡

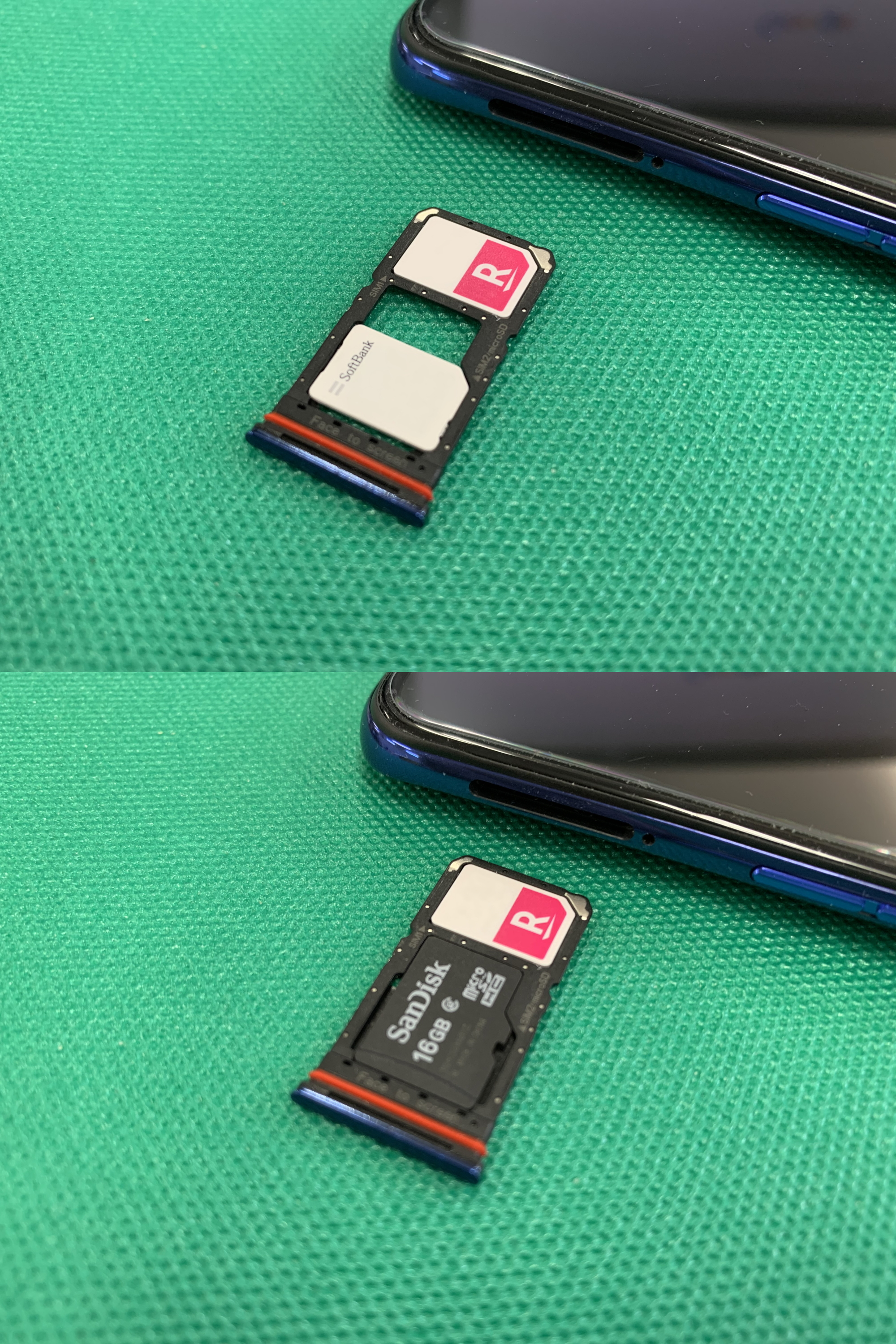
可放入兩片Nano SIM卡的卡槽托盤，一些手機可放入一片Nano SIM及一片MicroSD

双SIM卡（英語：Dual SIM），俗称双卡，指的是支持使用两张SIM卡的手機等行動電信裝置。安装第二张SIM卡后，此设备将允许用户在两个互相独立的SIM卡间來回切换。双卡手机是许多国家的主流，这些手机往往不带网络锁。在一些地方，双SIM卡手机很受欢迎，因其可分开日用和商务用的电话，方便使用，也可依電信公司的不同，切換使用通話費較低的SIM卡以節省費用。市面上還有極少數支持两张以上SIM卡的手機，稱為，例如LG A290三SIM手机，甚至有支持四张SIM卡的手机，如Cherry Mobile推出的Cherry Mobile Quad Q70。

## 歷史
第一款双SIM卡手机是Benefon twin，由Benefon(現Twig Com Ltd.)于2000年发布。2000年代后期，越来越多的双SIM手机进入市场，其中大多数来自使用联发科生产的系统芯片的中国中小型手机企业。到2010年代，更多主流手机大厂也推出了双卡双待手机。蘋果公司在其2018年推出的iPhone XS中增加了双SIM卡支持，在中国版中包含两个物理SIM卡插槽。
自從eSIM在2015年問世後，不少支援eSIM的手機可容許2個或多個eSIM同時使用，也可與實體SIM卡搭配使用。